# Bates
Bates ist ein Familienname aus dem englischsprachigen Raum.

## Namensträger

### A
- Al Bates (1905–1999), US-amerikanischer Weitspringer
- Alan Bates (1934–2003), britischer Schauspieler
- Arlo Bates (1850–1918), US-amerikanischer Schriftsteller, Journalist und Hochschullehrer
- Arthur Laban Bates (1859–1934), US-amerikanischer Politiker
- Audrey Bates (1927–2014), britisch-amerikanische Mathematikerin und Programmiererin

### B
- Barbara Bates (1925–1969), US-amerikanische Schauspielerin
- Barrie Bates (* 1969), walisischer Dartspieler
- Bert Bates (1907–1976), britischer Filmeditor
- Bill Bates (William Frederick Bates; * 1961), US-amerikanischer American-Football-Spieler
- Billy Bates (Cricketspieler) (1855–1900), englischer Cricketspieler
- Billy Bates (Fußballspieler, 1884) (William Edric Bates; 1884–1957), englischer Fußballspieler
- Billy Bates (Fußballspieler, 1922) (William Henry Bates; 1922–1997), englischer Fußballspieler
- Billy Ray Bates (* 1956), US-amerikanischer Basketballspieler
- Bob Bates (Musiker) (1923–1981), US-amerikanischer Jazzbassist
- Bob Bates (Spieleentwickler) (* 1953), US-amerikanischer Computerspieleentwickler
- Brian Bates, britischer Psychologe und Historiker

### C
- C. Richard Bates, britischer Geochemiker
- Cary Bates (* 1948), US-amerikanischer Comic- und Drehbuchautor
- Charlie Bates (* 1994), britischer Jazzmusiker
- Chic Bates (1949–2025), englischer Fußballtrainer
- Christopher Bates (1968–2013), US-amerikanischer Filmproduzent
- Claudia Bates, geb. Rüggeberg (* 1967), deutsche Fernsehjournalistin
- Clinton Owen Bates (1858–1953), US-amerikanischer Chemiker

### D
- Daisy Bates (Autorin) (1859–1951), australische Journalistin
- Daisy Bates (Bürgerrechtlerin) (um 1914–1999), US-amerikanische Bürgerrechtlerin
- David Bates (Dichter) (1809–1870), US-amerikanischer Dichter
- David Bates (Künstler) (1840–1921), englischer Maler
- David Bates (Physiker) (1916–1994), irischer Physiker und Mathematiker
- David Bates (Historiker) (* 1945), britischer Historiker
- David Bates (Musikmanager), britischer Musikmanager
- David Bates (Schwimmer) (* 1976), australischer Schwimmer
- David Bates (Fußballspieler) (* 1996), schottischer Fußballspieler
- Django Bates (* 1960), britischer Musiker

### E
- Edward Bates (1793–1869), US-amerikanischer Jurist und Politiker
- Ellas Otha Bates (1928–2008), US-amerikanischer Rock-’n’-Roll- und Bluesmusiker, siehe Bo Diddley
- Evan Bates (* 1989), US-amerikanischer Eiskunstläufer

### F
- Florence Bates (eigentlich Florence Rabe; 1888–1954), US-amerikanische Schauspielerin
- Frederick Bates (1777–1825), US-amerikanischer Politiker

### G
- Gene Bates (* 1981), australischer Radrennfahrer
- George Bates (Fußballspieler) (1923–1995), englischer Fußballspieler
- George J. Bates (1891–1949), US-amerikanischer Politiker
- George Latimer Bates (1863–1940), US-amerikanischer Vogelkundler

### H
- Harry Bates (Bildhauer) (1850–1899), britischer Bildhauer
- Harry Bates (Herausgeber) (1900–1981), britischer Herausgeber und Autor
- Henry C. Bates (1843–1909), US-amerikanischer Politiker, Anwalt und Richter
- Henry M. Bates (1808–1865), US-amerikanischer Politiker
- Henry Moore Bates (1869–1949), US-amerikanischer Jurist und Hochschullehrer
- Henry Walter Bates (1825–1892), britischer Biologe
- Herbert Ernest Bates (1905–1974), britischer Autor und Schriftsteller

### I
- Isaac C. Bates (1779–1845), US-amerikanischer Politiker

### J
- James Bates (Politiker) (1789–1882), US-amerikanischer Politiker (Maine)
- James K. Bates (1806–1872), US-amerikanischer Politiker
- James L. Bates (1820–1875), US-amerikanischer Armeeoffizier
- James T. Bates (1844–1914), US-amerikanischer Geschäftsmann und Bankier
- James Woodson Bates (1788–1846), US-amerikanischer Politiker
- Jared L. Bates (* 1941), US-amerikanischer Generalleutnant
- Jeanne Bates (1918–2007), US-amerikanische Schauspielerin
- Jeremy Bates (* 1962), englischer Tennisspieler
- Jessie Bates (* 1997), US-amerikanischer Footballspieler
- Jim Bates (* 1941), US-amerikanischer Politiker
- Jim Bates (Footballspieler) (Jimmy Bates; 1910–2009), australischer Australian-Football-Spieler
- Joe B. Bates (1893–1965), US-amerikanischer Politiker
- John Bates (Modedesigner) (1938–2022), britischer Modedesigner
- John C. Bates (1842–1919), US-amerikanischer Generalleutnant
- John D. Bates (* 1946), US-amerikanischer Jurist
- John L. Bates (1859–1946), US-amerikanischer Politiker (Massachusetts)
- John Mallory Bates (1846–1930), US-amerikanischer Ornithologe und Botaniker
- John Seaman Bates (1888–1991), kanadischer Chemiker und Umweltschützer
- Jonathan Bates (1939–2008), britischer Tontechniker
- Joseph Bates (1792–1872), US-amerikanischer Kapitän, Prediger und Sozialreformer

### K
- Katharine Lee Bates (1859–1929), US-amerikanische Dichterin
- Katherine Bates (* 1982), australische Radsportlerin
- Kathy Bates (* 1948), US-amerikanische Schauspielerin
- Ken Bates (* 1931), englischer Fußballfunktionär

### L
- Laura Bates (* 1986), britische Journalistin und Frauenrechtlerin
- Lindon Bates (1883–1915), US-amerikanischer Politiker, Ingenieur und Autor
- L. C. Bates (1904–1980), US-amerikanischer Journalist und Bürgerrechtler

### M
- Marcia J. Bates (* 1942), US-amerikanische Informationswissenschaftlerin
- Marston Bates (1906–1974), US-amerikanischer Zoologe
- Martin W. Bates (1786–1869), US-amerikanischer Politiker
- Matthew Bates (* 1986), englischer Fußballspieler und -trainer
- Maxwell Bates (1906–1980), kanadischer Künstler, Architekt und Autor
- Michael Bates (Schauspieler) (1920–1978), britischer Schauspieler und Offizier
- Michael Bates, Baron Bates (* 1961), britischer Politiker (Conservative Party)
- Michael Bates (Tennisspieler), englischer Tennisspieler
- Michael Bates (Footballspieler) (* 1969), US-amerikanischer Sprinter und American-Football-Spieler
- Michael Bates (Komponist), kanadischer Jazzmusiker und Komponist
- Michael Bates (Regisseur), Filmregisseur
- Mick Bates (1947–2021), englischer Fußballspieler
- Mona Bates (1889–1971), kanadische Pianistin und Musikpädagogin
- Morgan Bates (1806–1874), US-amerikanischer Politiker
- Morris Bates (1864–1905), englischer Fußballspieler

### N
- Neal Bates (* 1965), australischer Rallyefahrer
- Norman Bates (1927–2004), US-amerikanischer Jazzbassist

### O
- Orlando Bates (* 1950), barbadischer Radrennfahrer
- Owen Bates (* 2002), englischer Dartspieler

### P
- Paddy Roy Bates (1921–2012), britischer Gründer einer Mikronation
- Patricia Bates (* 1927), kanadische Künstlerin

### R
- R. C. Bates (Richard Carlos Bates; * 1946), US-amerikanischer Schauspieler
- Ralph Bates (Schriftsteller) (1899–2000), britischer Schriftsteller
- Ralph Bates (Schauspieler) (1940–1991), britischer Schauspieler
- Richard Bates (Physiker), britischer Physiker
- Richard Bates (Taucher), maltesischer Taucher
- Richard Bates (Schachspieler) (* 1979), englischer Schachspieler
- Richard J. Bates (Richard Jeremy Bates; * 1941), neuseeländischer Pädagoge
- Robert Bates (Musiker) (* 1952), US-amerikanischer Organist und Musikpädagoge
- Robert B. Bates (1789–1841), US-amerikanischer Politiker (Vermont)
- Roy C. Bates (1890–1974), deutschamerikanischer Rechtsanwalt und Essayist, siehe Kurt Bauchwitz

### S
- Shawn Bates (* 1975), US-amerikanischer Eishockeyspieler
- Suzie Bates (* 1987), neuseeländische Basketballspielerin

### T
- Thomas Bates († 1760?), englischer Arzt
- Tracey Bates (* 1967), US-amerikanische Fußballspielerin
- Tyler Bates (* 1965), US-amerikanischer Musikproduzent und Komponist

### W
- William Bates (Theologe) (1625–1699), britischer Theologe
- William Bates (Mediziner) (William Horatio Bates; 1860–1931), amerikanischer Augenarzt
- William H. Bates (William Henry Bates; 1917–1969), amerikanischer Politiker
- William Nickerson Bates (1867–1949), britischer Altphilologe

## Fiktive Personen
- Norman Bates, Antagonist im Roman Psycho (Roman) von Robert Bloch